# Phytomyza tarsata
Phytomyza tarsata este o specie de muște din genul Phytomyza, familia Agromyzidae. A fost descrisă pentru prima dată de Johann Wilhelm Meigen în anul 1838.
Este endemică în Belgium. Conform Catalogue of Life specia Phytomyza tarsata nu are subspecii cunoscute.